# 타운센드다람쥐
타운센드다람쥐(Neotamias townsendii)는 다람쥐과에 속하는 설치류의 일종이다. 북아메리카 태평양 북서부 브리티시컬럼비아주부터 워싱턴주 서부와 오리건주까지 숲에서 서식한다. 대형 다람쥐로 코부터 꼬리까지 성체 몸길이는 36cm 정도이다. 분포 지역 대부분의 지역에서 유일한 다람쥐이다. 회색빛을 띠는 꼬리 윗면과 붉은색의 꼬리 아랫면, 희미한 황갈색 줄무늬를 가진 갈색 털을 통해 식별할 수 있다. 타운센드다람쥐는 혹독한 날씨의 겨울에는 동면을 하지만 다른 분포 지역의 좀더 따뜻한 온대 기후에서는 연중 활동할 수 있다. 잡식성 동물로 다양한 식물과 곤충, 심지어 새알을 먹기도 한다. 울창한 관목, 특히 살랄(Gaultheria shallon) 지대에서 서식하는 오레곤 해안 산맥의 타운센드다람쥐 개체밀도가 가장 높다. 학명과 일반명은 19세기초 조류학자인 타운센드(John Kirk Townsend)의 이름에서 유래했다.

## 아종
2종의 아종이 알려져 있다.
- Neotamias townsendii townsendii
- Neotamias townsendii cooperi